# Gillberga landskommun, Södermanland
Gillberga landskommun var en tidigare kommun i Södermanlands län.

## Administrativ historik
Kommunen inrättades i Gillberga socken i Västerrekarne härad i Södermanland när 1862 års kommunalförordningar började gälla den 1 januari 1863.
Landskommunen uppgick vid kommunreformen 1952 i Västra Rekarne landskommun vilken 1971 uppgick i Eskilstuna kommun.

## Politik

### Mandatfördelning i Gillberga landskommun 1946
| 6 | 9 |

| 12 | 3 |